# يوهان ويلاند

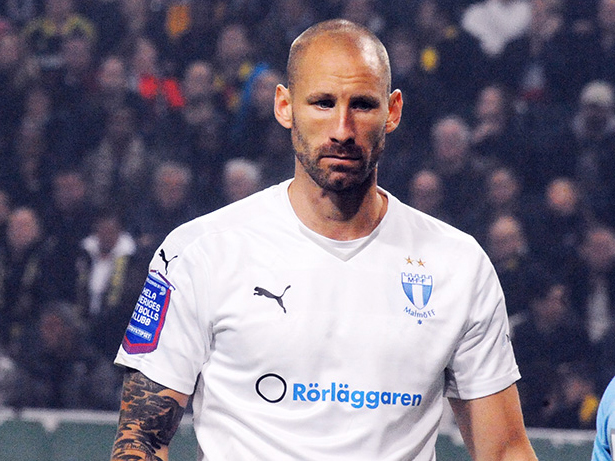

يوهان ويلاند (بالسويدية: Johan Wiland)‏ ، من مواليد 24 يناير 1981 في بوراس في السويد ، لاعب كرة قدم سويدي.
يلعب مع نادي إلفسبورغ منذ عام 1997.
بدأ باللعب مع منتخب السويد لكرة القدم في عام 2005.

## مسيرته الكروية
لعب يوهان ويلاند خلال مسيرته الاحترافية مع 4 أندية في اثنين وعشرين موسمًا ولم يسجل خلالها أي هدف ضمن 451 مباراة. حيث فاز في خمسة مواسم بالكأس وفي سبعة مواسم بالدوري.
خاض يوهان ويلاند مسيرته مع نادي إلفسبورغ في موسم 2000 ليلعب معه تسعة مواسم، مشاركًا في 206 مباراة ولم يسجل أي هدف. ثم انتقل إلى نادي كوبنهاغن في موسم 2008–09 ليلعب معه سبعة مواسم، حيث شارك في 141 مباراة ولم يسجل أي هدف أيضًا. لينتقل بعدها إلى نادي مالمو في موسم 2015 واستمر معه طيلة ثلاثة مواسم، مشاركًا في 58 مباراة ولم يسجل أي هدف أيضًا. ثم انتقل إلى نادي هاماربي لكرة القدم في موسم 2017 واستمر معه طيلة ثلاثة مواسم، مشاركًا في 46 مباراة ولم يسجل أي هدف أيضًا.

## روابط خارجية
- يوهان ويلاند على موقع الاتحاد الأوربي (الإنجليزية)
- يوهان ويلاند على موقع اتحاد السويد (السويدية)
- يوهان ويلاند على موقع قاعدة بيانات كرة القدم.إي يو (الإنجليزية)
- يوهان ويلاند على موقع ناشيونال فوتبول تيمز (الإنجليزية)
- يوهان ويلاند على موقع Soccerway.com (الإنجليزية)
- يوهان ويلاند على موقع عالم كرة القدم.نت (الإنجليزية)
- يوهان ويلاند على موقع كووورة
- يوهان ويلاند على موقع AS.com (الإسبانية)